# Bibliothèque cantonale jurassienne
 (avril 2022).
Si vous disposez d'ouvrages ou d'articles de référence ou si vous connaissez des sites web de qualité traitant du thème abordé ici, merci de compléter l'article en donnant les références utiles à sa vérifiabilité et en les liant à la section « Notes et références ».
La Bibliothèque cantonale jurassienne (BiCJ) a été créée le 13 juillet 1982 par une ordonnance du Gouvernement de la République et Canton du Jura, entré en souveraineté le 1er janvier 1979. Rattachée à l’Office de la culture, elle a son siège à l'Hôtel des Halles à Porrentruy. Elle est un établissement d’étude et de culture générale et le lieu de mémoire du patrimoine intellectuel jurassien.

## Chronologie
- 1988 : Entrée en vigueur de l'Ordonnance sur les bibliothèques et la promotion de la lecture publique du 27 octobre 1987, qui assigne à la BiCJ la tâche de coordonner le réseau des bibliothèques actives dans le canton.
- 1989 : début de l'informatisation du catalogue de la BiCJ, en réseau avec les établissements placés sous l'autorité de l'État.
- 1994 : transfert provisoire du siège de la BiCJ à l'Hôtel de Gléresse pendant les travaux de restauration de l'Hôtel des Halles.
- 1997 (avril-mai) : réinstallation dans les locaux de l'Hôtel des Halles rénové.
- 2002 (17 décembre) : décision du Gouvernement d'intégrer le canton du Jura au Réseau des bibliothèques de Suisse occidentale (RERO) en partenariat avec le Réseau neuchâtelois, élargi au territoire jurassien (RBNJ, sous le pilotage de la BiCJ).
- 2016 (10 décembre) : Inauguration de l'Espace Renfer, lieu social, convivial, ludique et de détente mis en place par la BiCJ en hommage a Werner Renfer.

## Fonds et utilisation
Ouverte à tout public, la BiCJ met à disposition de ses usagers, selon les dispositions de son Règlement, l'ensemble de ses collections. Composées de 120 000 volumes en 2005, elles sont de nature tant encyclopédique, avec l'accent sur l'histoire et l'archéologie, que patrimoniale, en rapport avec le Jura et ses habitants.
La BiCJ détient également un riche Fonds ancien (théologie catholique, histoire, littérature, sciences, incunables, manuscrits), consultable sur demande. Ce Fonds constitue une section distincte des fonds propres de l'institution. Il rassemble, dans les locaux de l’Hôtel de Gléresse à Porrentruy, les ouvrages en provenance de l’ancienne bibliothèque du Collège des Jésuites de Porrentruy, des établissements d’instruction supérieure qui lui ont succédé jusque dans la seconde moitié du XXe siècle, et des collections d'origines diverses. En 1982, la Municipalité de Porrentruy, propriétaire historique de la bibliothèque du collège, a déposé la partie de ce fonds lui appartenant auprès de l'État jurassien, lequel en a confié la gestion à la BiCJ.

## Catalogue
Catalogue général en ligne : La Bibliothèque cantonale jurassienne fait partie du réseau des bibliothèques de Suisses occidentale (RERO)
Catalogue du Fonds ancien : fichiers papier
Bibliographie jurassienne (1938-1991) : fichiers papier
Journaux jurassiens (liste non exhaustive) :
- La Gazette jurassienne 1861-1873 (microfilm)
- Le Pays 1873-1993 (microfilm)
- Le Jura 1852-1970 (microfilm)
- Le Progrès 1866-1878 (édition papier)
- Le Démocrate 1878-1993 (édition papier)
- Le Franc-Montagnard (1898)→ (édition papier)
- Le Quotidien jurassien (1993)→ (édition papier)
- L'Ajoie (2014)